# Proceratophrys izecksohni
Proceratophrys izecksohni es una especie de anfibio anuro de la familia Odontophrynidae.

## Distribución geográfica
Esta especie es endémica del estado de Río de Janeiro en Brasil.

## Descripción
Los machos miden de 32.1 a 54.2 mm.

## Etimología
Esta especie lleva el nombre en honor a Eugenio Izecksohn.

## Publicación original
- Dias, Amaro, de Carvalho-e-Silva & Rodrigues, 2013 : Two new species of Proceratophrys Miranda-Ribeiro, 1920 (Anura; Odontophrynidae) from the Atlantic forest, with taxonomic remarks on the genus. Zootaxa, n.º 3682 (2), p. 277–304.[3]